# 潜行
《潛行》（英語：I Did It My Way）是2024年香港犯罪動作片，由關智耀導演，劉德華監製兼領銜主演，林家棟、彭于晏及劉雅瑟領銜主演，任達華特別演出，林雪、鄭則仕及姜皓文主演，並由談善言及朱鑑然友情演出，錢嘉樂任動作導演，中國大陸於2023年12月29日上映，香港於2024年1月11日上映。

## 角色
| 演員                | 角色                                    | 介紹 |
| 劉德華              | 林陣安（George Lam）                    | 本片終極大反派 資深大律師，實為販毒集團的幕後老闆 綽號「老闆」 修浩之老大兼好友，後反目 方興，钟锦明之天敵 最後自行駕駛車輛衝向家中其妻靈位前撞死 |
| 林家棟              | 修浩                                    | 綽號「清道夫」 卧底警察 林陣安手下兼好友，後反目 為消除林陣安的懷疑而親手把阿南槍殺 于片尾復職                                                    |
| 彭于晏              | 方興（Eddie Fong） （粵語配音：潘燦良） | 網絡毒品調查科警司 林陣安之天敵 修浩之上司 鐘錦明之下属                                                                                           |
| 劉雅瑟              | 夏薇（Vivian） （粵語配音：曾慶珏）     | 林陣安妻子 在婚禮上與南美毒販槍戰時中槍，送醫院生下孩子後身亡                                                                                     |
| 任達華 （特別演出） | 鐘錦明                                  | 助理警務處長（行動） 林阵安之天敌 修浩，方興之上司                                                                                                |
| 林雪                | 袁木魚                                  | 毒品調查科總督察 方興，鐘錦明之下屬 最後因中風而死                                                                                                |
| 鄭則仕              | 貓叔                                    | 餐館老闆 |
| 姜皓文              | 陳潮生                                  | 本片反派 為林陣安的替身 因被警方搜出證據而跳樓自殺                                                                                                |
| 談善言              | Maggie                                  | 修浩妻子 |
| 劉俊謙              | Davis                                   | 本片反派 林陣安手下，黑客 最后因黑进警队之机密档案而被警方逮捕                                                                                    |
| 朱鑑然              | 陈信南                                  | 阿南 林陣安手下，實為臥底警察 方兴之下属 因身份被識破而被修浩槍殺                                                                                 |
| 張慧儀              |                                         | 陳潮生之妻 |
| 何華超              | 何荣                                    | 和陳潮生交易 最后于车里被修浩击毙 |
| 陳俊峰              | 啞鬼                                    | 林陣安手下 于片尾为了救林阵安及修浩离开案发现场而自愿引爆身上炸弹身亡                                                                             |
| 程濤                | 彭哲                                    | 方兴之下属 |
| 林慧倩              | 李芷文                                  | 方兴之下属 |
| 朱天                | 周文兴                                  | 方兴之下属 |

## 制作
2022年6月在香港开拍。同年8月10日杀青。这是刘德华继2007年的《门徒》16年后再演反派毒枭角色。

## 歌曲
主题曲《难为正邪定分界》（粤语，翻唱），林子祥、刘德华合唱，顾嘉煇作曲，郑国江填词；
片尾曲《道理都懂》（有国语、粤语两个版本），刘德华演唱，钱雷作曲，国语版唐恬作词，粤语版刘德华作词。

## 发行
2022年7月12日，首款海报曝光，并预告将于2023年上映。2023年1月17日，“暗流”版贴片预告发布。6月19日，发布新海报宣布定档12月29日上映。
2023年11月3日，電影公司公開預告片和海報，宣佈香港定於2024年1月11日上映。主创们先后从12月22日到广州，12月23日于上海，25日于北京，28日于南京，29日于杭州，30日于武汉，31日于成都，1月1日于西安，1月2日于深圳举办路演宣传交流活动。

## 奬項
| 年份 | 颁奖典礼             | 奖项         | 入圍者 | 结果 |
| ---- | -------------------- | ------------ | ------ | ---- |
| 2024 | 第42屆香港電影金像獎 | 最佳攝影     | 關智耀 | 提名 |
| 2024 | 第42屆香港電影金像獎 | 最佳動作設計 | 錢嘉樂 | 提名 |